# مزرعه ضرغامی
مزرعه ضرغامی یک منطقهٔ مسکونی در ایران است که در دهستان مادرسلیمان واقع شده‌است.